# أنطونيو ماركوس سوزا
أنطونيو ماركوس سوزا (بالبرتغالية: Antônio Marcos Sousa‏) (2 فبراير 1990 بساو باولو في البرازيل - ) هو لاعب كرة قدم برازيلي في مركز الهجوم. شارك مع منتخب تيمور الشرقية تحت 23 سنة لكرة القدم ومنتخب تيمور الشرقية لكرة القدم. أما مع النوادي، فقد لعب مع نادي بارانا وAssociação Botafogo Futebol Clube ‏ وCeilândia Esporte Clube ‏.